# Hesychotypa subfasciata
Hesychotypa subfasciata är en skalbaggsart som beskrevs av Dillon 1945. Hesychotypa subfasciata ingår i släktet Hesychotypa och familjen långhorningar.
Artens utbredningsområde är Paraguay. Inga underarter finns listade i Catalogue of Life.